# Auneuil (commune déléguée)
Auneuil est une ancienne commune française située dans le département de l'Oise en région Hauts-de-France.
Le 1er janvier 2017, elle fusionne avec la commune de Troussures. Ces deux communes donnent alors naissance à la commune d'Auneuil qui prend le statut administratif de commune nouvelle.

## Géographie
Auneuil est située dans le pays de Bray au pied du pays de Thelle à 13 km de Beauvais, à 17 km de Noailles, à 18 km de Chaumont-en-Vexin, à 22 km de Gisors, à 26 km de Gournay-en-Bray et à 27 km de Marines.

## Toponymie
La plus ancienne forme connue du nom est « Aneolium », attestée en 1020 ; dérivée de « Alnoialum », qui est composé du latin « alnus » (aulne, aune) et du gaulois « ialo- » (clairière), Auneuil signifiait donc « clairière aux aulnes »,.
Latinisé en « ialum », le gaulois « ialo- » est fréquent après un nom d'arbre, et on le retrouve en gallois où « tir ial » signifie « terrain découvert ». Combiné à la voyelle « -o » du mot précédent, il a donné la terminaison « -euil » comme dans le nom des communes proches Auteuil et Berneuil-en-Bray,.

## Histoire
La commune était traversée par une voie romaine venant de Beauvais. Au Bocteau, où l'on a découvert des tuiles d'un bâtiment antique, elle bifurquait : une voie menait à Gisors via Porcheux, l'autre par Loconville et Liancourt rejoignait la voie Paris-Rouen et est indiquée sur l'Itinéraire d'Antonin,.
Des traces d'une villa gallo-romaine ont été trouvées près d'une ferme isolée et des vestiges romains au lieu-dit « Terre Nitot ».
Au lieu-dit « La Croix des Pères » au nord de la gare, a été découvert un sarcophage avec des objets, datant du haut Moyen Âge.

## Politique et administration
Le village fut l'un des premiers à élire une femme comme maire : Andrée Roche, en 1965.
| Période                                  | Période       | Identité           | Étiquette    | Qualité |
| ---------------------------------------- | ------------- | ------------------ | ------------ | --- |
| Les données manquantes sont à compléter. |               |                    |              | |
|                                          |               | Eugène Bouteille   | Rad.         | Pharmacien Conseiller d'arrondissement (1901 → 1904) Conseiller général d'Auneuil (1904 → 1920)                                                     |
| mars 1965                                |               | Andrée Roche       |              | Commerçante |
| Les données manquantes sont à compléter. |               |                    |              | |
| mars 1977                                | mars 2001     | Jean Guludec       | DVG puis PSD | Directeur d'école honoraire Conseiller général d'Auneuil (1970 → 2001) Vice-président du conseil général de l'Oise Président du SDIS-60 ( ? → 2001) |
| mars 2001,                               | décembre 2016 | Robert Christiaens | DVD          | Cadre retraité Maire de la commune nouvelle d'Auneuil (2017 → 2020)                                                                                 |

Pour les maires élus depuis la fusion de 2017, il convient de se reporter à l'article Auneuil.

## Démographie

### Évolution démographique
L'évolution du nombre d'habitants est connue à travers les recensements de la population effectués dans la commune depuis 1793. À partir du 1er janvier 2009, les populations légales des communes sont publiées annuellement dans le cadre d'un recensement qui repose désormais sur une collecte d'information annuelle, concernant successivement tous les territoires communaux au cours d'une période de cinq ans. 
Pour les communes de moins de 10 000 habitants, une enquête de recensement portant sur toute la population est réalisée tous les cinq ans, les populations légales des années intermédiaires étant quant à elles estimées par interpolation ou extrapolation. Pour la commune, le premier recensement exhaustif entrant dans le cadre du nouveau dispositif a été réalisé en 2007,.
En 2014, la commune comptait 2 808 habitants, en évolution de +0,21 % par rapport à 2009 (Oise : +2,14 %, France hors Mayotte : +2,49 %).
| 1793  | 1800  | 1806  | 1821  | 1831  | 1836  | 1841  | 1846  | 1851  |
| ----- | ----- | ----- | ----- | ----- | ----- | ----- | ----- | ----- |
| 1 033 | 1 053 | 1 171 | 1 273 | 1 285 | 1 267 | 1 251 | 1 302 | 1 209 |

| 1856  | 1861  | 1866  | 1872  | 1876  | 1881  | 1886  | 1891  | 1896  |
| ----- | ----- | ----- | ----- | ----- | ----- | ----- | ----- | ----- |
| 1 192 | 1 145 | 1 155 | 1 124 | 1 155 | 1 305 | 1 430 | 1 402 | 1 444 |

| 1901  | 1906  | 1911  | 1921  | 1926  | 1931  | 1936  | 1946  | 1954  |
| ----- | ----- | ----- | ----- | ----- | ----- | ----- | ----- | ----- |
| 1 444 | 1 517 | 1 459 | 1 391 | 1 382 | 1 251 | 1 185 | 1 355 | 1 463 |

| 1962  | 1968  | 1975  | 1982  | 1990  | 1999  | 2007  | 2011  | 2014  |
| ----- | ----- | ----- | ----- | ----- | ----- | ----- | ----- | ----- |
| 1 571 | 1 679 | 2 106 | 2 370 | 2 723 | 2 758 | 2 760 | 2 792 | 2 808 |

### Pyramide des âges
La population de la commune est relativement jeune. Le taux de personnes d'un âge supérieur à 60 ans (16,1 %) est en effet inférieur au taux national (21,6 %) et au taux départemental (17,5 %).
À l'instar des répartitions nationale et départementale, la population féminine de la commune est supérieure à la population masculine. Le taux (50,6 %) est du même ordre de grandeur que le taux national (51,6 %).
La répartition de la population de la commune par tranches d'âge est, en 2007, la suivante :
- 49,4 % d’hommes (0 à 14 ans = 23,5 %, 15 à 29 ans = 18,8 %, 30 à 44 ans = 21,1 %, 45 à 59 ans = 22,5 %, plus de 60 ans = 14,1 %) ;
- 50,6 % de femmes (0 à 14 ans = 21,6 %, 15 à 29 ans = 16,2 %, 30 à 44 ans = 22,1 %, 45 à 59 ans = 22,1 %, plus de 60 ans = 18,1 %).

| Hommes | Classe d’âge | Femmes |
| ------ | ------------ | ------ |
| 0,1    | 90 ans ou +  | 0,4    |
| 4,6    | 75 à 89 ans  | 7,6    |
| 9,4    | 60 à 74 ans  | 10,1   |
| 22,5   | 45 à 59 ans  | 22,1   |
| 21,1   | 30 à 44 ans  | 22,1   |
| 18,8   | 15 à 29 ans  | 16,2   |
| 23,5   | 0 à 14 ans   | 21,6   |

| Hommes | Classe d’âge | Femmes |
| ------ | ------------ | ------ |
| 0,2    | 90 ans ou +  | 0,8    |
| 4,5    | 75 à 89 ans  | 7,1    |
| 11,0   | 60 à 74 ans  | 11,5   |
| 21,1   | 45 à 59 ans  | 20,7   |
| 22,0   | 30 à 44 ans  | 21,6   |
| 20,0   | 15 à 29 ans  | 18,5   |
| 21,3   | 0 à 14 ans   | 19,9   |

## Économie

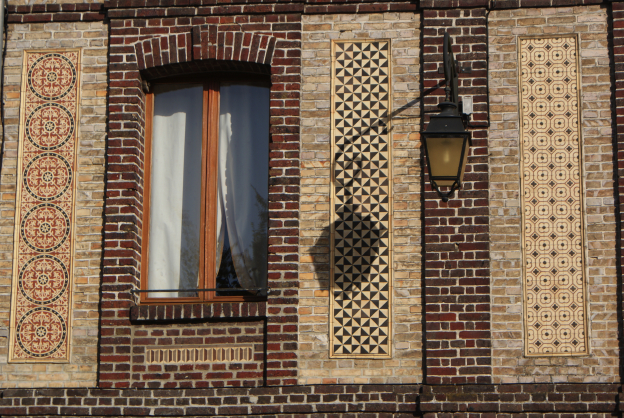
Détails des céramiques en façade d'une des cités ouvrières de l'usine Boulenger.

- Fabrique de céramiques Boulenger (fermeture en 1982). La céramique fut l'une des productions traditionnelles d'Auneuil grâce aux frères Boulenger qui vont fabriquer des céramiques architecturales durant tout le XIXe siècle, à partir d'un petit atelier racheté en 1848. Il s'agit de mosaïques faites de carreaux en céramique incrustés, moulés, se présentant le plus souvent dans les trois couleurs de base : ocre-jaune, rouge « sang de bœuf » et noir. Le jaune correspond à la teinte obtenue naturellement lors de la cuisson de l'argile locale. Le rouge « sang de bœuf » est obtenu à partir d'un mélange d'argiles. Les autres couleurs sont occasionnelles. Les usines et les cités ouvrières sont de part et d'autre de la route nationale. Elles sont recouvertes de céramiques et constituaient une véritable vitrine des productions Boulenger. Le musée est l'ancienne maison du maître des lieux (ci-dessous)
- Tuileries (fermeture en 1982).
- Scierie (fermeture en 1991).

## Culture locale et patrimoine

### Lieux et monuments
- Église Saint-Sébastien.
- Chapelle Notre-Dame-de-la-Pitié
- Lavoir.
- Musée de la céramique Boulenger : Il fait partie d'un ensemble conservé, avec le magasin d'expédition, qui témoigne de la richesse et de la diversité des mosaïques produites par l'usine Boulenger (ci-dessus). Situé dans le quartier de l'ancienne gare, il s'agit de la maison patronale que le dernier frère Boulenger a légué à la commune à sa mort en 1900, avec de nombreux ouvrages et pièces de collection. Celui-ci en avait déjà fait un musée à partir de 1885. Les façades de la maison sont a elle seule de véritables pièces de collection puisqu'on y retrouve des réalisations d'exception distinguées lors des expositions universelles. La villa est de style néo-classique, d'inspiration gréco-romaine. Elle est classée au Monuments historiques depuis 1991. Le musée est actuellement géré par le département de l'Oise.

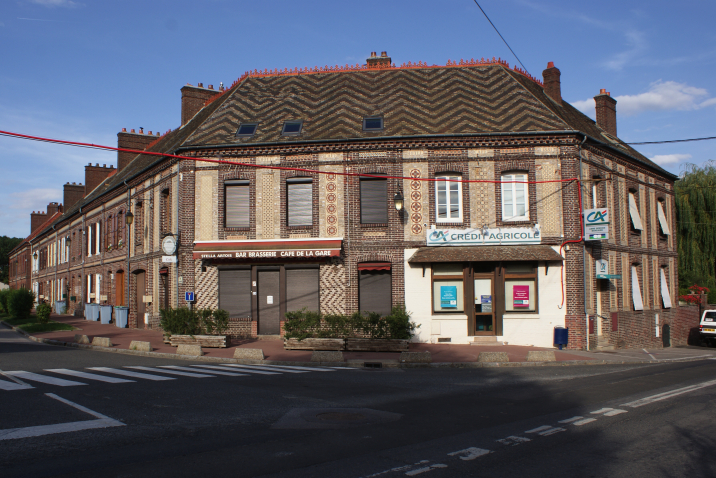
L'ancien hôtel Braconnier au coin de l'une des cités ouvrières de l'ancienne usine Boulenger.
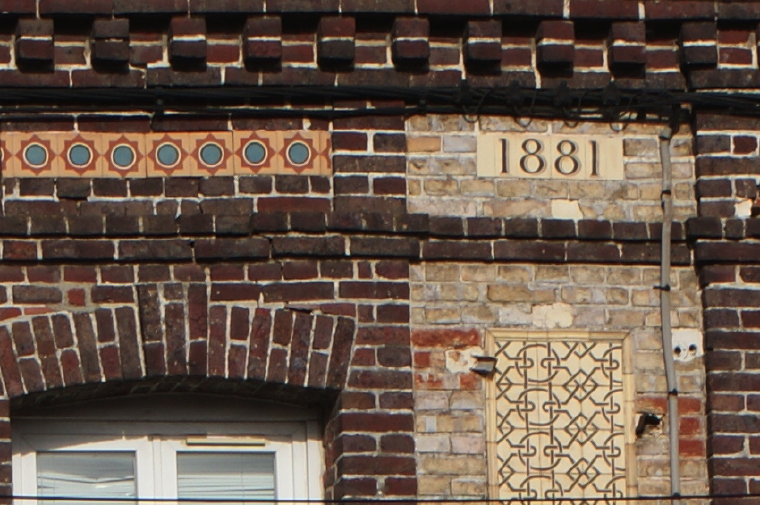
Datation sur la façade de l'ancien hôtel Braconnier.
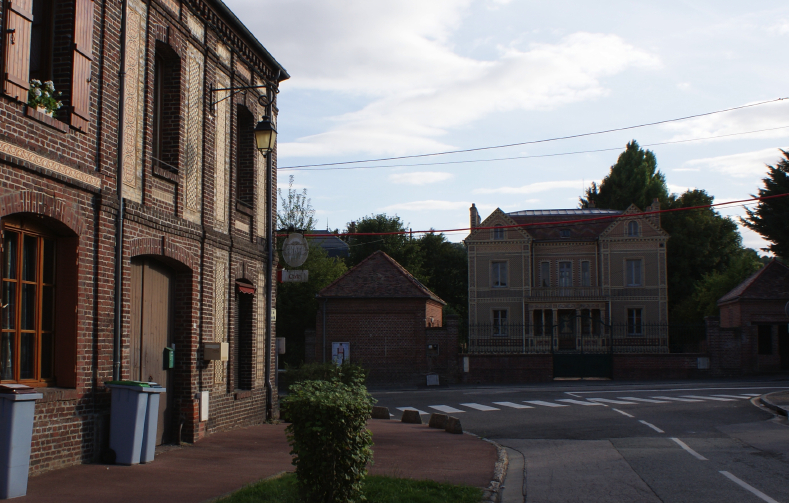
Le Musée de la céramique vu de l'hôtel Braconnier.
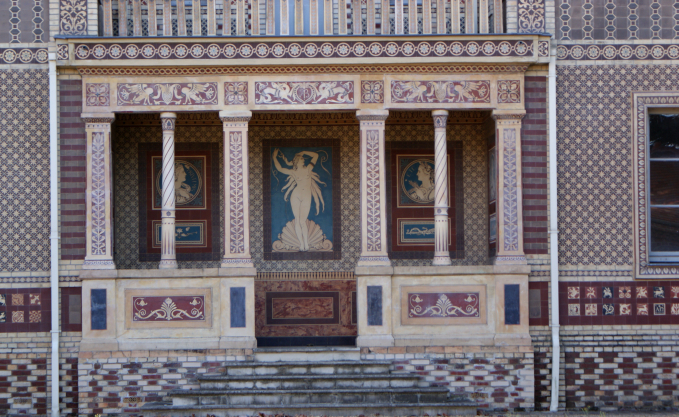
Entrée ornementale du Musée de la céramique.

### Personnalités liées à la commune
- Frères Boulenger, céramistes.
- Émile Duchâtel, ingénieur ferroviaire.